# Gran Premio Industria e Artigianato 1999
Il Gran Premio Industria e Artigianato 1999, trentatreesima edizione della corsa e ventitreesima con questa denominazione, si svolse il 1º maggio su un percorso di 200 km, con partenza e arrivo a Larciano. Fu vinto dall'italiano Massimo Podenzana della Mercatone Uno-Bianchi davanti ai suoi connazionali Danilo Di Luca e Luca Scinto.

## Ordine d'arrivo (Top 10)
| Pos. | Corridore              | Squadra                     | Tempo    |
| ---- | ---------------------- | --------------------------- | -------- |
| 1    | Massimo Podenzana      | Mercatone Uno-Bianchi       | 5h08'00" |
| 2    | Danilo Di Luca         | Cantina Tollo               | a 9"     |
| 3    | Luca Scinto            | Mapei-Quick Step            | s.t.     |
| 4    | Alessandro Spezialetti | Mobilvetta Design-Northwave | s.t.     |
| 5    | Oscar Mason            | Liquigas-Pata               | s.t.     |
| 6    | Mauro Zanetti          | Vini Caldirola-Sidermec     | a 1'55"  |
| 7    | Alessandro Petacchi    | Navigare-Gaerne             | s.t.     |
| 8    | Davide Bramati         | Mapei-Quick Step            | s.t.     |
| 9    | Carlo Finco            | Ballan-Alessio              | s.t.     |
| 10   | Massimiliano Gentili   | Cantina Tollo               | s.t.     |